# 史黛拉·麥斯威爾
史黛拉·麥斯威爾（英語：Stella Maynes Maxwell，1990年5月15日—），出生于比利時布魯塞爾，北愛爾蘭裔紐西蘭超级名模。

## 早期生活
麥斯威爾出生於比利時布魯塞爾，在家中四個孩子中排行老么。13歲時隨家人搬至澳洲，並在坎培拉度過了一年的生活，14歲時又與家人搬至紐西蘭威靈頓，並進入私立女子菁英學校瑪格麗特皇后學院就讀。
於奧塔哥大學就讀期間被星探發掘。

## 演藝生涯
2009年出演亞歷山大·麥昆的广告開啟模特生涯，2011年开始为《维多利亚的秘密》拍摄泳装广告，2014年首次登上《维多利亚的秘密時尚秀》，2015年正式成为「维密天使」。2016年，於美信雜誌票選出的「最熱100人」中榮獲第一名。

## 感情生活
- 曾與麥莉·希拉傳出緋聞及花邊新聞[3]。
- 2016年開始與克莉絲汀·史都華傳出交往消息，兩人也多次於公共場合放閃[4]，2018年12月兩人被曝已分手一個月[5]。

## 外部連結
- 史黛拉·麥斯威爾的Instagram帳戶
- 史黛拉在The Lions上的頁面
- 史黛拉在Elite Model上的頁面
- https://marriedbiography.com/stella-maxwell-biography/（页面存档备份，存于）